# クライシス (映画)
『クライシス』（Crisis）は、2021年のアメリカ合衆国の犯罪スリラー映画。脚本・製作・監督はニコラス・ジャレッキー、出演はゲイリー・オールドマン、アーミー・ハマー、エヴァンジェリン・リリー、グレッグ・キニア、ミシェル・ロドリゲス、ルーク・エヴァンズ、リリー＝ローズ・デップ、スコット・メスクディ、マーティン・ドノヴァン。
2021年2月26日にクイヴァー・ディストリビューションによって米国で、2021年3月16日にエレベーション・ピクチャーズによってカナダで、2021年3月16日にユニバーサル・ピクチャーズによってオーストラリアで公開された。英国では、ワーナー・ブラザースが、配給を担当することが発表された。

## ストーリー
オピオイドの流行を背景に、3つの物語が進行していく。多数の麻薬カルテルによるフェンタニル密輸を手配する麻薬密売人、行方不明の息子を探すオキシコドン中毒から回復した建築家、製薬会社で雇用主に関する不測の事態と戦い、新しい「中毒性のない」鎮痛剤を市場に投入しようとする大学教授。

## キャスト
※括弧内は日本語吹替。
- タイロン・ブラウアー博士: ゲイリー・オールドマン（山路和弘） - エヴェレット大学の研究者。
- ジェイク・ケリー: アーミー・ハマー（津田健次郎） - DEA（麻薬取締局）の潜入捜査官。
- クレア・ライマン: エヴァンジェリン・リリー（北西純子） - 薬物依存から回復中の建築家。
- ジェフ・タルボット学部長: グレッグ・キニア（大塚芳忠） - ブラウアーの上司。
- ギャレット監査役: ミシェル・ロドリゲス（朴璐美） - ケリーの上司。
- ビル・サイモンズ博士: ルーク・エヴァンズ（西垣俊作） - 大手製薬会社ノースライトの上級取締役。
- エミ・ケリー: リリー＝ローズ・デップ - ケリーの妹で薬物依存。
- マディラ・ブラウアー: インディラ・ヴァルマ（早川舞） - ブラウアーの妊娠中の妻。
- ベン・ウォーカー: キッド・カディ - FDA（アメリカ食品医薬品局）の担当官。
- ローレンス・モーガン: マーティン・ドノヴァン（俊藤光利） - ノースライトの創業者。
- メグ・ホームズ: ヴェロニカ・フェレ（小若和郁那） - ノースライトのCEO。
- スーザン・ライマン: ミア・カーシュナー（渡谷美帆） - クレアの姉。
- セドリック・ベルヴィル: チャールズ・シャンパーニュ - 薬物の運び屋として逮捕された少年。
- ミナス: マイケル・アロノフ（英語版）（小泉隼人） - アルメニアン・マフィアのメンバー。
- アーメン: アダム・ツェフマン（英語版）（野坂尚也） - アルメニアン・マフィアのメンバー。ミナスの相棒。
- デリック・ミルブラン: デューク・ニコルソン - モントリオールのホッケー選手。薬物の運び屋。
- サラ: トニ・ガーン
- イネス: サラ・サンパイオ
- リーヴァ: エローラ・トーチア（織部ゆかり） - ブラウアーの研究室のメンバー。
- スタンリー・フォスター: ニコラス・ジャレッキー（英語版）（森宮隆） - DEA特別捜査官。ケリーの相棒。
- マザー: ギィ・ナドン（英語版）（広瀬彰勇） - ケベック州のフェンタニルの違法販売業者。

## 製作
2019年2月、アーミー・ハマー、ゲイリー・オールドマン、エヴァンジェリン・リリー、ヴェロニカ・フェレが出演し、ニコラス・ジャレッキが自身で書いた脚本を監督することが発表された。同月、グレッグ・キニア、ミシェル・ロドリゲス、リリー＝ローズ・デップがキャストに追加された 。
2019年3月、アダム・ツェフマンが映画のキャストに加わった 。
2019年4月には、さらにサム・ワーシントン、インディラ・ヴァルマ、キッド・カディ、ルーク・エヴァンス、ミア・カーシュナー、マイケル・アロノフとマーティン・ドノバンが、キャストに加わった 。
2019年12月、デューク・ニコルソンが映画のキャストに加わったことが発表された。
主要撮影は2019年2月にモントリオールとデトロイトで始まった。

## 公開
2020年12月、Quiver Distributionが配給権を取得し、2021年2月26日に米国で劇場公開され、続いて同年3月5日にホームエンターテインメントでリリースされ、3月26日に海外で劇場公開されることが発表された 。
2021年3月16日には、カナダで公開された。

## 評価

### Box office
本作は、初週に米国の週末興行収入で最も高収入をおさめたインディペンデント映画であり、合計216のスクリーンで202,489ドルを獲得した。その週末に上映されたすべての映画の中で、スクリーンあたりの平均が2番目に高く、スクリーンあたりの平均は883ドルであった。また、限定公開で上映された最も売上高の高い映画でもあった。
また、オーストラリアでの初週の週末興行収入で、デビュー作の第1位であり、すべての映画の第4位をリリースしました。

### ホームエンターテイメント
2021年3月6日に米国のホームストリーミングプラットフォームで配信された。 iTunesチャートで急上昇し、ドラマ、スリラー、独立系のカテゴリで1位になり、最初の24時間以内にレンタル全体で2位になった。
2021年3月9日にiTunesチャートでレンタルされたすべての映画の中で1位になり、2021年に4本しかなかった映画の1つである8日間で1位を維持した。また、リリースの最初の週にAmazonで2位にランクされ、2週連続でSpectrum VODのトップ10にランクインした。

### 批判的反応
本作は批評家と観客で意見が分かれ、そのレビューをめぐって論争を引き起こした。
批評家は当初、あまり肯定的に評価していなかったが、時間とともにそのスコアは上昇した。 104件のレビューに基づくレビュー収集サイトであるRotten Tomatoesで52％の承認率を保持し、加重平均は5.5 / 10であった。サイトの批評家たちのコンセンサスとして次のように述べられている。「その真面目な物語で、『クライシス』は多くの犯罪スリラーよりも高い目標を掲げているが、統一性のない演技と雑な台本は、最終的な結果が目標を下回っていることを意味している。」
ただし、映画の事前レビューは非常に肯定的であった。「バラエティ」のマーク・マルキンは、この映画は「強烈でタイムリーであり、並外れたパフォーマンス、優れたストーリーテリング、そして熟練した職人技を備えている」と書いている。 KTLAのスコット・マンツは、この映画は「面白く、魅力的で、挑発的だ」と書いている。 WORのジョー・ノイマイヤーは、この映画を「オピオイド危機のあらゆる悪質な部分に取り組む多層のドラマチックなスリラー」と説明している。ゲイリー・オールドマン、アーミー・ハマー、エヴァンジェリン・リリーが、印象的な最新情報を含む、この精巧に作られた映画で緊急かつ強力な驚きを届ける。
これらの引用が発表された後、映画の主演俳優の1人であるアーミー・ハマーが、性的虐待のスキャンダルに公然と巻き込まれることとなった 。
一般公開されると、バラエティやDeadlineなどのいくつかの主要媒体以外の本作に対する多くの感情は著しく否定的なものとなった。バラエティのピーター・デブルージは映画に肯定的なレビューを与え、映画が「魅力的で、妥当な映画製作が行われ... [そして、]取り組んだり、ひねりを入れる材料が十分である...」と、それ以上述べることはなかったが、デッドラインのピート・ハモンドは以下のように書いた。「『クライシス』は適切な時にやって来た…オールドマンとリリーは素晴らしく、同時にハマーもとても良かった。」
他の多くの批評家は、この映画がスティーヴン・ソダーバーグの『トラフィック』と類似していることを指摘し、否定的であった。ハリウッドレポーターのジョン・デフォアは、この映画を「善意はあるだろうがしらける」と表現した。
Hollywood Elsewhereのジェフリー・ウェルズは、ハマーの個人的な論争のために、批評家が「簡単な選択」として映画を攻撃していることを示唆した。コラムの中で、ウェルズは次のように書いている。「公正な世界で、[...]『クライシス』[...]は、たとえば82％のスコアまで巡航していた。映画はスティーヴン・ソダーバーグの『トラフィック』と同じくらい良いか？いや、しかし、それはスマートでよく組み立てられている[...]それはアーミー・ハマーである。アーミー・ハマーだと知っている。やつらは、大丈夫だと把握しているし、業界は彼を一時解雇する。なので、私は欲しいものすべてを捨て、誰も何も言わない。」。